# Parafia Nawiedzenia Najświętszej Maryi Panny w Dobrodzieniu
Parafia Nawiedzenia Najświętszej Maryi Panny – rzymskokatolicka parafia położona przy ulicy ks. Jana Gładysza 22 w Dobrodzieniu. Parafia należy do dekanatu Dobrodzień w diecezji opolskiej.

## Historia parafii
Parafia została erygowana w 1947 roku z parafii św. Marii Magdaleny. Kościół parafialny to poewangelicka świątynia, zbudowana w latach 1847–1851 w stylu neoromańskim.
Pierwszym proboszczem parafii został ks. Kazimierz Sowiński. W dniu 23 listopada 1998 roku parafia została dotknięta tragedią, tego dnia zamordowano jej proboszcza ks. Bolesława Szymańskiego. Od tego dnia przez okres prawie dwóch lat duszpasterstwo prowadzili księża sąsiedniej dobrodzieńskiej parafii
.
Od 2021 do 2023  roku proboszczem parafii był ks. Leszek Waga.. Od 2023 proboszczem ex currendo parafii jest ks. Mariusz Kleman, proboszcz parafii św. Marii Magdaleny w Dobrodzieniu.   

## Liczebność i zasięg parafii
Parafię zamieszkuje 1350 mieszkańców, swym zasięgiem duszpasterskim obejmuje ona miejscowości:
- Błachów,
- Ligota Dobrodzieńska,
- Makowczyce

oraz ulice w Dobrodzieniu:
- Cmentarną,
- ks. Jana Gładysza (numery parzyste),
- Opolską (numery nieparzyste oraz parzyste od 4),
- Powstańców (od numeru 43),
- Szemrowicką,
- E. Stein (numery od 1 do 15),
- Wojska Polskiego[5].

### Szkoły i przedszkola
- Publiczne Przedszkole w Ligocie Dobrodzieńskiej.

## Duszpasterze

### Proboszczowie po 1945 roku
- ks. Kazimierz Sowiński,
- ks. Rudolf Kuś,
- ks. Leon Topisz,
- ks. Bolesław Szymański,
- ks. Alfred Waindok,
- ks. Michał Wilk
- ks. Leszek Waga[3]
- ks. Mariusz Kleman[4]

### Wikariusze po 1945 roku
- ks. Krzysztof Gbur,
- ks. Krzysztof Dziubek[5].